# فخرآباد (اردبیل)
فخرآباد شهری از توابع بخش مشکین شرقی شهرستان مشگین‌شهر در استان اردبیل واقع شده‌است. این شهر بیشتر روستاهای شهرستان مشکین شهر محسوب می‌شد، این شهر در مردادماه ۱۳۸۶ خورشیدی ایجاد شده‌است.

## مقبره امامزاده سید سلیمان
مقبره امامزاده سید سلیمان بن موسی کاظم در این شهر واقع شده‌است.